# Джока, Ренис
Ренис Джока (алб. Renis Gjoka, род. 12 мая 1987, Тирана, Албания) — албанский певец и автор песен. 

## Биография
Родился 12 мая 1987 года в Тиране. Начал свой творческий путь с того, что сначала в течение восьми лет изучал игру на скрипке, затем начал петь. Начал свою карьеру на сцене Top Fest в 2004 году, когда ему было 17 лет, в составе рок-группы Burn.
В течение десятилетия выпустил хиты «Ajo», «Dashuria ime ti», «Sot», «I'a mbathim bashke» и «Superstar», все песни которых были отмечены многочисленными наградами на музыкальных конкурсах. Принял участие в 52-м фестивале «Festivali i Këngës» с песней «Mjegulla».
Совместные работы с Александром Джокой включали в себя песни «I njëjti do të mbetem» и «Jam i pari i jetes time» в составе рок-группы Burn.
В 2012 году представил песню «Une dhe Gogoli», пронзительную композицию, получившую признание критиков, в которой рассказывается о мальчике-аутисте, который воспринимает реальность уникальным образом. Текст песни написал писатель Эдмонд Тупжа.
В 2016 году стал триумфатором, представляя Албанию на фестивале балканской рок-музыки, проходившем в Болгарии, и завоевав 1-ю премию фестиваля. Это достижение стало результатом его участия в Международном музыкальном фестивале "Новая музыка", который также проходил в Болгарии.
В 2019 году принял участие в 58-м фестивале «Festivali i Këngës» с песней «Loja», но не смог пройти в финал. 
В 2023 году запустил подкаст под названием «Garage Lock» в сотрудничестве с рок-вокалистом Евгентом Бушпепой. Дуэт погружается в мир устных диалогов и откровенных бесед с гостями из разных слоев общества. Два артиста объединили усилия в различных музыкальных проектах, среди которых «Rezisto», трек, выбранный коалицией «Together We Win» в качестве официальной предвыборной песни на местных выборах в Албании в 2023 году.